# Цеолиты

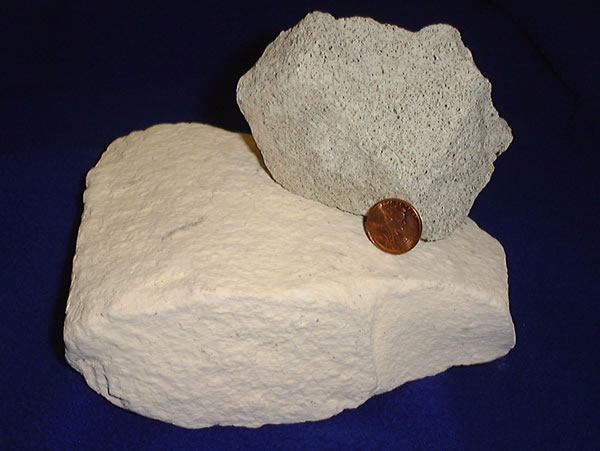
Цеолит

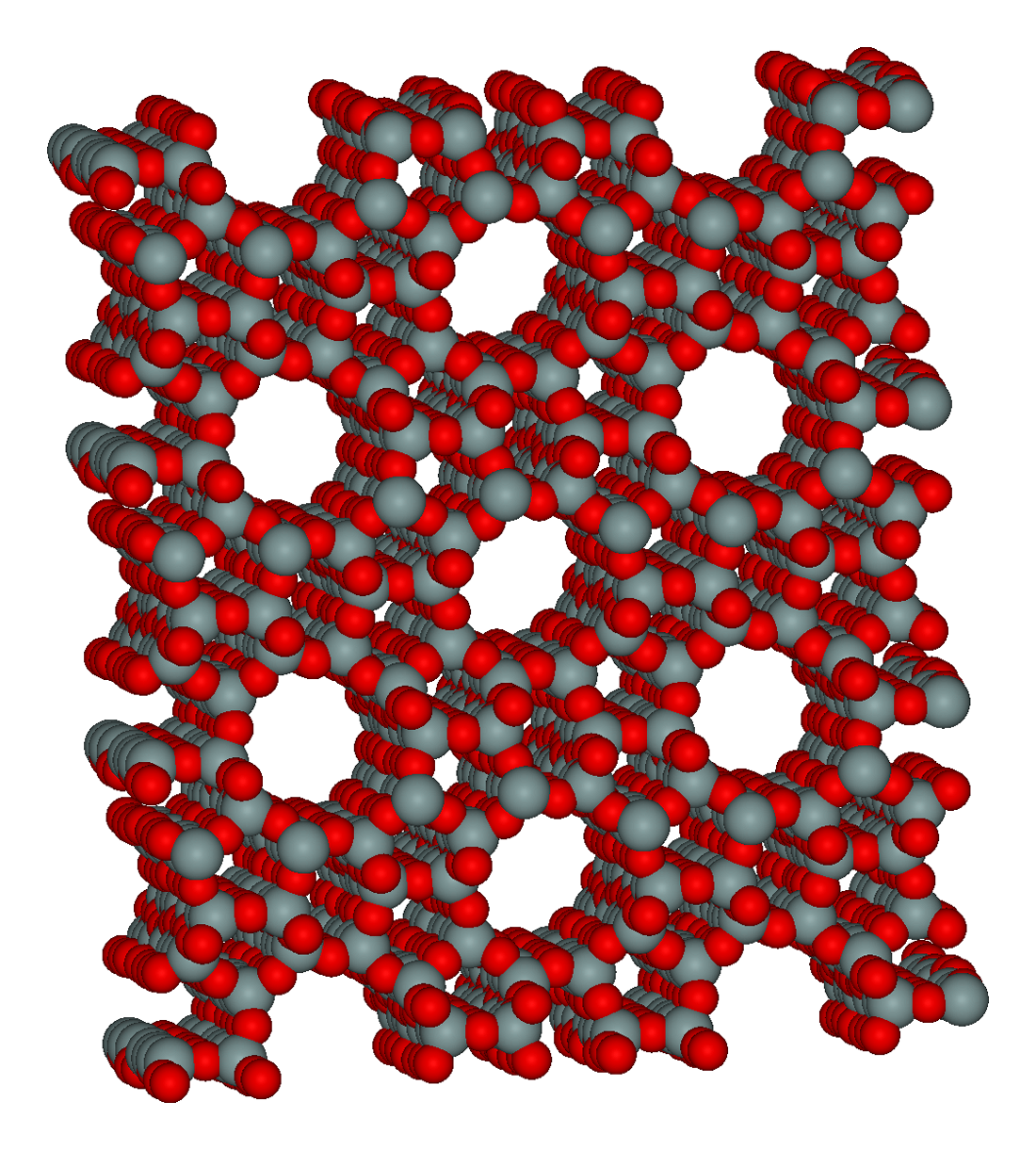
Микропористое молекулярное строение цеолита ZSM-5

Цеолиты (англ. zeolite) — большая группа близких по составу и свойствам минералов, водные алюмосиликаты кальция и натрия из подкласса каркасных силикатов, со стеклянным или перламутровым блеском, известных своей способностью отдавать и вновь поглощать воду в зависимости от температуры и влажности. Цеолиты бывают природные и синтетические.
Наиболее распространённые представители группы цеолитов — натролит, шабазит, гейландит, стильбит (десмин), морденит, томсонит, ломонтит, клиноптилолит.

## Свойства
Кристаллическая структура цеолитов природных и искусственных образована тетраэдрическими группами SiO2/4 и AlO2/4, объединёнными общими вершинами в трёхмерный каркас, пронизанный полостями и каналами (окнами) размером 2—15 Å. Открытая каркасно-полостная структура цеолитов [AlSi]O4− имеет отрицательный заряд, компенсирующийся противоионами (катионами металлов, аммония, алкиламмония и др. ионов, введённых по механизму ионного обмена) и легко дегидратирующимися молекулами воды.
Выделяют следующие свойства цеолитов, благодаря которым их широко применяют:
- адсорбционные — способность поглощать и отдавать различные вещества,
- каталитические — способность ускорять химические реакции.

Каждый вид цеолитов характеризуется определённым размером окон, поэтому молекулы других веществ поглощаются и пропускаются (при фильтрации) цеолитами избирательно. Это явление называют молекулярно-ситовым эффектом.

## Виды цеолитов
По происхождению цеолиты разделяют на 2 большие группы:
- природные цеолиты — имеют естественное происхождение, их делят на два вида:
  - осадочные
  - вулканические
- синтетические — полученные искусственным путём.

Микроскопически (по габитусу) выделяют:
- волокнистые цеолиты — натролит, томсонит, сколецит, ломонтит, гоннардит, эдингтонит, морденит, эрионит, жисмондин (абразит), феррьерит и другие;
- листоватые (или пластинчатые) цеолиты — стильбит, гейландит, брюстерит и другие;
- изометрические цеолиты — шабазит, филлипсит, гармотом, фоязит, гмелинит, дакиардит, клиноптилолит и другие.

На основе кристаллического строения цеолитов возможна дальнейшая их классификация.

## Происхождение
По происхождению цеолиты — гидротермальные, экзогенные, реже метаморфические минералы. Встречаются в миндалинах вулканических пород, в песчаниках, аркозах и граувакках; в трещинах и пустотах гнейсов и кристаллических сланцев. Месторождения незначительны по объёму, но многочисленны и известны во всём мире.
Распространены довольно широко главным образом в низкотемпературных гидротермальных жилах, а также в миндалинах и трещинах эффузивных пород, где образуются как продукт поствулканических процессов.
Цеолиты получают также искусственно.

## Месторождения цеолита
Основные разведанные запасы природных цеолитов сосредоточены в Европе, России, Японии и США. Объём разведанных запасов природных цеолитов в странах СНГ составляет порядка 1,6 млрд т.
К наиболее крупным и целесообразным с точки зрения разработки месторождениям стран СНГ можно отнести 
- Сокирницкое (Украина),
- Тедзамское и Дзегвское (Грузия),
- Айдагское (Азербайджан),
- Ноемберянское (Армения),
- Тайжузгенское и Чанканайское (Казахстан),
- Хотынецкое (Орловская область),
- Татарско-Шатрашанское (Республика Татарстан),
- Пегасское (Кемеровская область),
- Сахаптинское и Пашенское (Красноярский край),
- Холинское, Шивыртуйское и Бадинское (Забайкальский край),
- Хонгуруу (Республика Саха),
- Куликовское и Вангинское (Амурская область),
- Радденское (Еврейская автономная область),
- Чугуевское (Приморский край),
- Середочное (Хабаровский край),
- Лютогское и Чеховское (Сахалинская область),
- Пастбищное (Чукотский АО)
- Ягоднинское (Камчатская область).

Общие разведанные запасы этих месторождений составляют более 80 % общих запасов стран СНГ. Основную массу сырья данных месторождений составляют клиноптилолитовые породы.

## Производство и добыча

### Добыча и переработка природного цеолита
По состоянию на 2016 год ежегодная добыча природного цеолита в мире составляет около 3 миллионов тонн. Основными добытчиками в 2010 году были: Китай (2 млн т), Южная Корея (210 000 т), Япония (150 000 т), Иордания (140 000 т), Турция (100 000 т), Словакия (85 000 т) и Соединённые Штаты (59 000 т). Доступность богатой цеолитом породы по низкой цене и нехватка конкурирующих минералов и горных пород, вероятно, являются наиболее важными причинами её широкомасштабного использования.

## Применение

### Применение природного цеолита
Основная статья: Природный цеолит

#### Бытовое применение
Мягкие осадочные породы с низким содержанием цеолита (15-20%) стали дешёвым сырьём для производства наполнителя кошачьего туалета. Высушенная порода хорошо впитывает влагу и удерживает запахи. Благодаря глинистым составляющим происходит комкование.

#### Фермерство и растениеводство
Твёрдые вулканические породы (более 70% цеолита)  применяются в очистке воды в качестве ионообменного фильтра. В животноводстве цеолитовый порошок служит кормовой добавкой, известен способностью сорбировать микотоксины. В растениеводстве цеолит используют для приготовления грунтов. В чистом виде природный цеолит используется в гидропонике.

#### Строительство
Благодаря пуццолановой активности цеолиты применяют в строительстве как активную минеральную добавку для цементов, бетонов и строительных растворов.

#### Пищевое и медицинское применение
Принципиальная возможность применения цеолитов как энтеро -, лимфо - и гемосорбентов начала обсуждаться сравнительно давно, с тех пор как в медицине стали применяться сорбционные технологии, однако процесс реализации этих возможностей обозначился лишь в начале 1990'х годов. Именно тогда были обобщены многочисленные примеры использования природного цеолита в пищу животными и человеком. Это связано с совокупностью их уникальных свойств: сорбционных, каталитических и ионообменных.
В 1996г. был завершен полный комплекс доклинических (in vitro, in vivo), клинических исследований и получено разрешение на промышленное производство продукции на основе специально подготовленных, очищенных, стандартизованных и активированных природных минералов – цеолитов (клиноптилолитов) Холинского месторождения.
Были организованы токсикологические исследования цеолитового сырья. Экспериментально было установлено, что при использовании минералов внутрь острой токсичностью они не обладали. При употреблении цеолитов (клиноптилолитов) Холинского месторождения они не вызывают патологических изменений в кишечнике и внутренних органах. При длительном потреблении стандартизованного цеолита не было также выявлено признаков эмбриотоксичности и тератогенности. Эти данные совпадают с международными исследованиями, представленными в «Обзоре по безопасности цеолита клиноптилолита и медицинскому применению in vivo»». По итогам этих изысканий еще раз было доказано: у цеолитов (а именно у клиноптилолита) не выявлено токсичности при пероральном введении.
Природные цеолиты (клиноптилолиты) положительно влияют на метаболические процессы в организме, связанные с поддержанием в организме минерального баланса, выведением из организма продуктов метаболизма (эндотоксинов) и ядовитых веществ, адсорбцией и стабилизацией органических соединений, воздействием на симбиотическую микрофлору.
Показано, что применение цеолитов оказывает лимфопротекторное действие, обеспечивая большую сохранность структурной организации эндотелиоцитов лимфатических капилляров и структуры пейеровых бляшек в условиях эндотоксикоза. Так, в экспериментальных исследованиях, отмечается меньшая степень повреждения органов и большая интенсивность развития регенераторных процессов после введения тетрахлорметана на фоне использования природных цеолитов.
По данным Асташовой Т.А. с соавторами (1997) в условиях коррекции эндотоксикоза цеолитом, содержание продуктов ПОЛ в печени приближается к показателям у интактных животных. Авторы объясняют этот факт тем, что пероральное введение минерала обладает корригирующим саногенным эффектом при остром эндотоксикозе, активируя барьерно-фильтрационную функцию региональных к месту введения токсина лимфатических узлов, что выражается в восстановлении в них проантиоксидантного равновесия.
Применение стандартного образца цеолита Холинского месторождения проводится не только для детоксикации и сорбции тяжелых металлов, но и при более широком спектре заболеваний. Цеолиты повышают стрессустойчивость, оказывают антианемический, иммуномодулирующий и антисклеротический эффекты, улучшают состояние при заболеваниях опорно-двигательного аппарата, усиливают репаративно-восстановительные процессы в тканях при их повреждении, в т.ч. и при пневмонии. По мнению некоторых ученых применение цеолитов наиболее эффективно при различных хронических воздействиях.
Н.П. Бгатовой (2000 г.) обнаружено, что стандартизованный цеолит Холинского месторождения оказывает действие на все структурные компоненты слизистой оболочки тонкой кишки. Установлено и влияние природного цеолита на процессы трансэндотелиального переноса в кровеносных капиллярах и белоксинтетической функции эндотелиоцитов лимфатических капилляров.  Эффекты нормализации процессов пищеварения в желудочно-кишечном тракте коррелируют с данными полученными ранее Н.Л. Саникилидзе (1988) - об положительных изменениях в тонком и толстом кишечнике.
Показано, что использование сорбентов с ионообменными свойствами сопровождается нормализацией биоцидности нейтрофилов, повышением резервов их функциональной активности, восстановлением интенсивности перекисного окисления липидов, что благоприятно действует на течение пневмонии, существенно уменьшая остроту деструктивного компонента воспалительной реакции и предупреждая затяжное ее течение и генерализацию воспалительных процессов. Так, например, восстановительные процессы в легких протекают быстрее в среднем на 7-10 дней на фоне литотерапии.
В работе Попп Е.А. (2005) изучали протективное влияние природных цеолитов, на исход беременности, осложненной острым экспериментальным эндотоксикозом, вызванным перегреванием животных. В результате использования массометрических, гистологических, гистохимических, электронно-микроскопических методов и учета маркеров эндогенной интоксикации было установлено, что использование стандартизованного цеолита способствует повышению резистентности организма к экстремальному воздействию. Отмечена лучшая выживаемость животных, меньшая эмбриональная смертность, выявлены адаптивные изменения в плаценте и печени матери. Показано, что природные цеолиты обладают протективным эффектом и повышают резистентность организма к воздействию высокой внешней температуры.
В работах российских хирургов: проф. Благитко Е.М., член-корреспондента РАН Любарского М.С., которые использовали специально приготовленный стандартный образец природного цеолита - клиноптилолита как перорально так и интродермально (в виде суспензии и/или сухого порошка) для лечения гнойно-некротических ран, трофических язв, ожоговой болезни по принципу подкорочкового заживления. Особо отмечалось выраженное антианемическое действие цеолита и значительная активизация репаративно-восстановительных процессов в поврежденных тканях.
Полякевичем А.С. (1997) показано, что использование стандартной фракции очищенного и активированного природного цеолита в качестве эффективного энтеро- гемо- и лимфосорбента у обожженных больных приводит к ускорению регресса клинических проявлений ожоговой травмы: быстрее нормализовалась температура тела, раньше очищались от гнойного отделяемого раны, реже и на меньшей площади происходил лизис аутодермотрансплантатов, уменьшалась продолжительность госпитального периода. К 25-м суткам применения цеолита показатели минерального обмена: железа, магния, цинка и калия достоверно превышали значения соответствующих показателей крови пациентов контрольной группы и приближались к физиологической норме. Следствие данного эффекта - сокращение длительности госпитального периода, в среднем, на 4 суток.
Цеолит (клиноптилолит) не токсичен и не растворим в биологических средах, не всасывается и не депонируется в желудочно-кишечном тракте, как при однократном, так и повторном введении. Не претерпевает метаболических изменений и количественно выводится из организма в течение 24 часов. Не обнаружено местного раздражающего действия.
В исследовании Гайдаш А.А. (2016) показано, что при прохождении через желудочно-кишечный тракт цеолиты оказывают значимое влияние на химический состав внутренних органов. Так, содержание кадмия в костях уменьшилось в 4 раза, в желудке – в 6 раз.
Цеолиты, действуют как эффективные сорбенты, способные взять на себя значительную часть функции антитоксической системы организма, прежде всего печени, лимфатической системы. Они осуществляют системную детоксикацию внутренней среды организма, в т.ч. за счет фиксации и выведения из желудочно-кишечного тракта пищевых аллергенов, продуктов неполного ферментативного расцепления (среднемолекулярные токсические метаболиты), высвободившихся в результате аллергического или эозинофильного воспаления биологически активных веществ, патогенных, условно-патогенных микроорганизмов и вирусов, бактериальных эндотоксинов, связанных с нарушением биоценоза кишечника. Связывание этих веществ в просвете кишечника предупреждает их всасывание, способствует их быстрому и безопасному выведению, улучшает состояние ЖКТ. Важно и опосредованное действие сорбентов - устранение или ослабление токсико-аллергических реакций, профилактика эндотоксикоза, снижение метаболической нагрузки на органы экскреции и детоксикации, восстановление целостности и проницаемости слизистых оболочек, улучшение кровоснабжения, стимуляция моторики кишечника.
Значительную часть экспериментальных исследований механизма антитоксического действия цеолитов в России были проведены в НИИ клинической и экспериментальной лимфологии СО РАМН Новосибирск. В этих работах обобщены результаты исследования влияния природного цеолита на живые организмы при эндогенной интоксикации. Именно синдром эндотоксикоза, какую бы нозологическую форму он ни сопровождал, по мнению авторов, является полем приложения любого сорбента. Резюмируя результаты исследований, Ю.И. Бородин с соавт. высказали предположение, что взаимодействие сорбирующего вещества с лимфатическими структурами имеет не только регионарный характер, но осуществляется на системном уровне.

### Применение синтетических цеолитов
Искусственно синтезированные цеолиты (пермутиты) находят широкое применение в водоочистительных приборах в качестве адсорбентов, ионообменников, молекулярных сит; применяют в качестве доноров и акцепторов электронов. Используются в вакуумных насосах сорбционного типа. Также цеолиты получили весьма широкое применение как катализаторы многих процессов нефтехимии и нефтепереработки и как гетерогенные катализаторы. Широко используются в аналитической химии в качестве цеолит-модифицированных электродов; для обнаружения газов; для разделительных и концентрационных методов.
Применяется также в системах жизнеобеспечения космических станций (МИР, МКС, Скайлэб) для поглощения выделяемого при дыхании углекислого газа. Цеолит пропитывается газом, но не любым, а в зависимости от диаметра молекулы. Углекислота захватывается, а азот и кислород - почти нет. То есть цеолит действует как молекулярное сито. Чтобы цеолит не вымокал (на станции нормальная влажность, каждый человек выдыхает за сутки литр воды), сначала воздух сушится. Затем воздух охлаждается, после чего подаётся в камеру с цеолитом. Таких камер три (в российской установке) или две (в американской). Какое-то время одна из камер впитывает углекислый газ, затем поток воздуха подаётся в следующую. В это время внутри предыдущих камер создаётся вакуум, а цеолит подогревается. Углекислый газ выходит из цеолита за пределы станции — в космос. Это один цикл. После этого можно снова использовать первую камеру для наполнения воздухом, а две другие поставить на выветривание в вакуум. Цеолитовые адсорбенты используются многократно.